# 贝德福德公爵

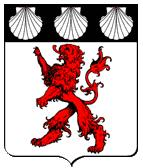
贝德福德公爵紋章（1485年制定）

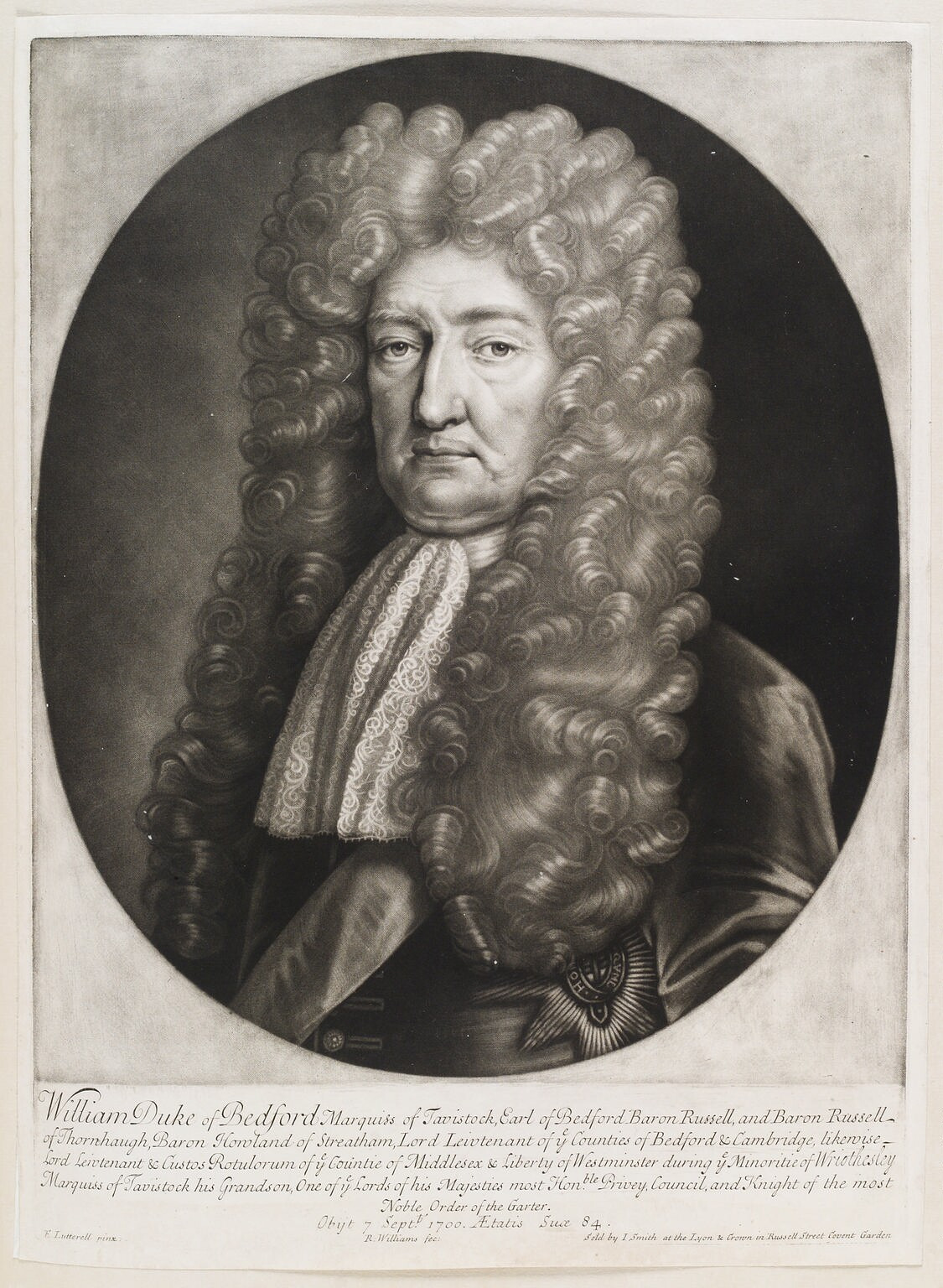
威廉·罗素，第一代贝德福德公爵

贝德福德公爵（Duke of Bedford）、英国金雀花、都铎、罗素家族的貴族头衔。
罗素家族目前拥有贝德福德伯爵和公爵的头衔。约翰-罗素是亨利八世和爱德华六世的亲密顾问，1551年被授予贝德福德伯爵的头衔，他的后裔威廉（第五世伯爵）在光荣革命后被立为公爵。
贝德福德公爵下属有塔维斯托克侯爵（1694年创建）、贝德福德伯爵（1550年）、切尼斯男爵（1539年）、北安普顿郡索恩豪斯男爵（1603年）、萨里郡斯特里汉姆男爵（1695年）（可能还有贝德福德男爵，1138年、1366年或141414年合并到贝德福德男爵）。贝德福德公爵的长子和继承人的习惯性头衔是塔维斯托克侯爵。
从五世公爵起，每一位公爵都是英国查理二世的后裔。家族所在地是贝德福德郡的沃本修道院（Woburn Abbey）。罗素家族和贝德福德公爵家族的私人陵墓和小教堂位于白金汉郡切尼耶斯的圣迈克尔教堂。该家族在伦敦市中心拥有贝德福德庄园。

## 贝德福德公爵，第一次授封 (1414年)
其他头衔: 肯德尔伯爵 (1414年)和里奇蒙伯爵 (1414年)
- 兰开斯特的约翰，第一代贝德福德公爵 (1389–1435), 亨利四世第三子。

## 贝德福德公爵，第二次授封 (1433)
其他头衔: 肯德尔伯爵 (1414) 和里士满伯爵 (1414)
- 兰开斯特的约翰，第一代贝德福德公爵 (1389–1435), 重新授予爵位[1]死后无嗣

## 贝德福德公爵，第三次授封 (1470)
其他头衔: 蒙塔古侯爵 (1470)和蒙塔古男爵 (1461)
- 乔治·内维尔，第一代贝德福德公爵 (1457–1483), 拥立国王者沃里克的侄子，1471年继承蒙塔古侯爵和男爵, 1478年被剥夺全部爵位

## 贝德福德公爵，第四次授封 (1478)
- 乔治·普朗塔热内，第一代贝德福德公爵 (1477–1479), 爱德华四世第三子，幼年死亡

## 贝德福德公爵，第五次授封 (1485)
其他头衔: 彭布罗克伯爵 (1452)
- 贾斯珀·都铎，第一代贝德福德公爵 (1431–1495), 亨利七世之叔，死后无嗣。

## 贝德福德伯爵，第五次授封 (1551)
其他头衔: 罗素男爵 (1538)
- 约翰·罗素，第一代贝德福德伯爵 (c. 1485–1554/5), 亨利八世、爱德华六世父子的近臣
- 弗朗西斯·罗素，第二代贝德福德伯爵 (1527–1585), 第一代之子
  - 爱德华·罗素，罗素勋爵 (1551–1572), 第二代长子
  - 约翰·罗素，第三代罗素男爵 (c. 1553–1584), 第二代次子, summoned to Parliament by writ of acceleration
  - 弗朗西斯·罗素，罗素勋爵 (c. 1554–1585), 第二代三子
- 爱德华·罗素，第三代贝德福德伯爵 (1572–1627), 弗朗西斯·罗素勋爵之子

其他头衔 (第四代翁瓦兹伯爵): Baron Russell of Thornhaugh (1603)
- 弗朗西斯·罗素，第四代贝德福德伯爵 (1593–1641), 第三代贝德福德伯爵的堂弟和威廉·罗素勋爵（第二代四子）之子
- 威廉·罗素，第五代贝德福德伯爵 (1616–1700), 第四代长子，1694年升为公爵
  - 弗朗西斯·罗素，罗素勋爵 (1638–1679), 贝德福德公爵长子，未婚
  - 威廉·罗素，罗素勋爵 (1639–1683), 贝德福德公爵次子，第二代公爵之父,[2] was attainted and executed in 1683

## 贝德福德公爵，第六次授封 (1694)
- 威廉羅素（1616年—1700年），第一代貝德福德公爵，1694年至1700年在位
- 懷奧斯禮·羅素（英语：Wriothesley Russell, 2nd Duke of Bedford）（1680年—1711年），第二代貝德福德公爵，1700年至1711年在位
- 懷奧斯禮·羅素（英语：Wriothesley Russell, 3rd Duke of Bedford）（1708年—1732年），第三代貝德福德公爵，1711年至1732年在位
- 約翰·羅素（1710年—1771年），第四代貝德福德公爵，1732年至1771年在位
- 法蘭西斯·羅素（英语：Francis Russell, 5th Duke of Bedford）（1765年—1802年），第五代貝德福德公爵，1771年至1802年在位
- 約翰·羅素（1766年—1839年），第六代貝德福德公爵，1802年至1839年在位
- 法蘭西斯·羅素（1788年—1861年），第七代貝德福德公爵，1839年至1861年在位
- 威廉·羅素（英语：William Russell, 8th Duke of Bedford）（1809年—1872年），第八代貝德福德公爵，1861年至1872年在位
- 法蘭西斯·羅素（英语：Francis Russell, 9th Duke of Bedford）（1819年—1891年），第九代貝德福德公爵，1872年至1891年在位
- 喬治·羅素（英语：George Russell, 10th Duke of Bedford）（1852年—1893年），第十代貝德福德公爵，1891年至1893年在位
- 何布蘭·羅素（英语：Herbrand Russell, 11th Duke of Bedford）（1858年—1940年），第十一代貝德福德公爵，1893年至1940年在位
- 黑斯廷斯·羅素（英语：Hastings Russell, 12th Duke of Bedford）（1888年—1953年），第十二代貝德福德公爵，1940年至1953年在位
- 伊恩·羅素（英语：Ian Russell, 13th Duke of Bedford）（1917年—2002年），第十三代貝德福德公爵，1953年至2002年在位
- 羅賓·羅素（1940年—2003年），第十四代貝德福德公爵，2002年至2003年在位
- 安德魯·羅素（英语：Andrew Russell, 15th Duke of Bedford）（1963年出生），第十五代貝德福德公爵，2003年在位至今

## 纹章
罗素家族的贝德福德公爵纹章是一个立狮子，盾上侧有3个贝壳。
有说法说纹章如此设计是为了显示出罗素公爵是中世纪勋爵休-德-罗素尔的后裔。
但这一说法已被证伪，比如J-霍拉斯-罗素尔-罗素尔在他的《贝德福德的罗素尔》一文中的考据。
这些纹章也出现在伦敦的卡姆登区的纹章中，因为贝德福德公爵曾经拥有该区土地。